# Warren Vanders
Warren Vanders (eigentlich Warren John Vanderschuit; * 23. Mai 1930 in San Fernando, Kalifornien; † 27. November 2009 in Pasadena, Kalifornien) war ein US-amerikanischer Schauspieler.

## Leben
Vanders war während des Korea-Krieges Soldat der U.S. Navy und boxte bei Militärwettkämpfen. Die Sportkarriere führte er anschließend fort; so war er Teil der Golden-Gloves-Serie und errang 1954 den Titel des Halbschwergewichtsmeisters von Südkalifornien. Daneben spielte er American Football.
1956 begann der 1,91 m große Vanders mit dem Schauspielstudium und arbeitete zunächst selbst als Lehrer; erst nach und nach kam er zu Rollen in Film, Fernsehen und auf der Bühne, meist als Gangster oder skrupelloser Machtmensch. Seine bekanntesten Rollen waren die in Western – viele auf dem kleinen Schirm in Rauchende Colts, Bonanza und Daniel Boone; auf der Leinwand in Blutiges Blei.
Eine Zeit lang war er mit Schauspielkollegin Dawn Bender verheiratet.

## Filmografie (Auswahl)
Kino
- 1961: Ein charmanter Hochstapler (The Great Impostor)
- 1967: Als Jim Dolan kam (Rough Night in Jericho)
- 1968: Harte Fäuste, heiße Lieder (Stay Away, Joe)
- 1968: Bullen – Wie lange wollt ihr leben? (The Split)
- 1969: Blutiges Blei (Il prezzo del potere)
- 1972: Revengers (The Revengers)
- 1975: Mit Dynamit und frommen Sprüchen (Rooster Cogburn)
- 1978: Heiße Schüsse, kalte Füße (Hot Lead and Cold Feet)
- 2006: Touched

Fernsehen
- 1969: Daniel Boone (Fernsehserie)
- 1970: Cutter duldet keinen Mord (Cutter’s Trail)
- 1975: Der letzte Ritt der Daltons (The Last Day)
- 1975: Nevada Smith
- 1976: SOS in den Wolken (Mayday at 40,000 Feet!)
- 1978: Durch die Hölle nach Westen (How the West Was Won) (Fernseh-Miniserie)
- 1987: Escape – Die Flucht (The Man Who Broke 1,000 Chains)
- 1991: Matlock (Fernsehserie)